# اوللا ویرتانن
اوللا ویرتانن (فنلاندی: Ulla Virtanen) بازیگر زنِ کمدین و بداهه‌گوی فنلاندی است. در سالهای بین ۲۰۱۵ و ۲۰۱۷ او با Me Naiset در تاک‌شوی Evek Talk show با Niina Lahtinen و Veera Korhonen بازی کرد. او همچنین به عنوان یک بداهه‌گوی حرفه‌ای در Improvisaatioryhmä VSOP کار می‌کند.